# キャリクファーガスの戦い (1760年)
キャリクファーガスの戦い（キャリクファーガスのたたかい、英語: Battle of Carrickfergus）は、七年戦争中の1760年2月、アイルランド王国のキャリクファーガスでおきた戦闘。私掠船長フランソワ・テュロー率いるフランス軍600人がキャリクファーガスの守備軍を圧倒して城を占領した。
キャリクファーガス占領の報せがダブリンにつくと、アイルランド総督のベッドフォード公はイギリス軍を北へ移動させるフェイントであり、フランスの目標はコークやダブリンにあるとして、少数の竜騎兵部隊しか派遣しなかった。
テュローはキャリクファーガスを5日間占領して、ベルファストなど近くの町を脅迫して補給や身代金をせしめたが、ストロード将軍率いる民兵隊が迫っていた上にイギリス海軍が沖に現れたことから撤退した。
テュローは後のビショップスコートの海戦で戦死したが、フランス海軍がキブロン湾の海戦で大敗した中、果敢にも敵地に侵入したことで英雄に祭り上げられた。